# Stephens County (Georgia)
Das Stephens County ist ein County im Bundesstaat Georgia der Vereinigten Staaten. Der Verwaltungssitz (County Seat) ist Toccoa, benannt nach einem Indianerwort, das so viel wie schön bedeutet.

## Geographie
Das County liegt im Norden von Georgia, grenzt im Nordosten an South Carolina und ist im Norden etwa 40 km von North Carolina entfernt. Es hat eine Fläche von 477 Quadratkilometern, wovon 13 Quadratkilometer Wasseroberfläche sind und grenzt im Uhrzeigersinn an folgende Countys: Franklin County, Banks County und Habersham County.

## Geschichte
Stephens County wurde am 18. August 1905 aus Teilen des Franklin County und des Habersham County gebildet. Benannt wurde es nach Alexander Hamilton Stephens, einem Vize-Präsidenten der Konföderierten und Gouverneur von Georgia.

## Demografische Daten

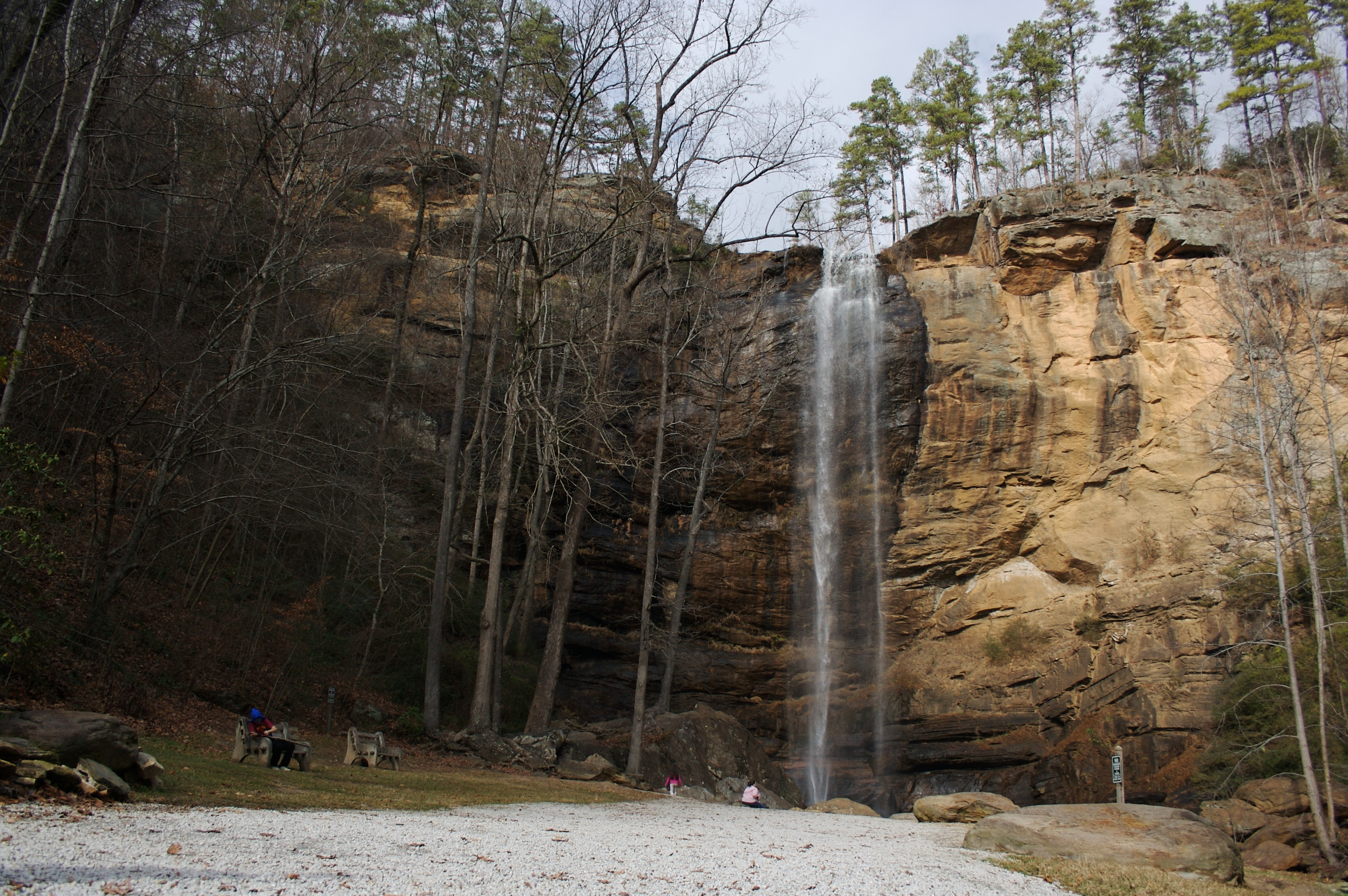
Toccoa Falls

Laut der Volkszählung von 2010 verteilten sich die damaligen 26.175 Einwohner auf 10.289 bewohnte Haushalte, was einen Schnitt von 2,49 Personen pro Haushalt ergibt. Insgesamt bestehen 12.662 Haushalte.
70,3 % der Haushalte waren Familienhaushalte (bestehend aus verheirateten Paaren mit oder ohne Nachkommen bzw. einem Elternteil mit Nachkomme) mit einer durchschnittlichen Größe von 2,96 Personen. In 31,5 % aller Haushalte lebten Kinder unter 18 Jahren sowie in 31,2 % aller Haushalte Personen mit mindestens 65 Jahren.
25,8 % der Bevölkerung waren jünger als 20 Jahre, 23,3 % waren 20 bis 39 Jahre alt, 27,7 % waren 40 bis 59 Jahre alt und 23,2 % waren mindestens 60 Jahre alt. Das mittlere Alter betrug 41 Jahre. 47,9 % der Bevölkerung waren männlich und 52,1 % weiblich.
85,1 % der Bevölkerung bezeichneten sich als Weiße, 10,9 % als Afroamerikaner, 0,3 % als Indianer und 0,7 % als Asian Americans. 1,1 % gaben die Angehörigkeit zu einer anderen Ethnie und 2,0 % zu mehreren Ethnien an. 2,4 % der Bevölkerung bestand aus Hispanics oder Latinos.
Das durchschnittliche Jahreseinkommen pro Haushalt lag bei 37.088 USD, dabei lebten 20,0 % der Bevölkerung unter der Armutsgrenze.

## Orte im Stephens County
Orte im Stephens County mit Einwohnerzahlen der Volkszählung von 2010:
City:
- Toccoa (County Seat) – 9133[7] Einwohner

Towns:
- Avalon – 233[8] Einwohner
- Martin – 336[9] Einwohner